# Fittipaldi F9
Chronologie des modèles (1982)
Fittipaldi F8D
La Fittipaldi F9 est la dernière monoplace de Formule 1, conçue par les ingénieurs Ricardo Divila et Tim Wright, engagée par l'écurie brésilienne Fittipaldi Automotive dans le cadre des cinq dernières manches du championnat du monde de Formule 1 1982. 
La monoplace, propulsée par un moteur V8 Ford-Cosworth DFV atmosphérique, est équipée de pneumatiques Pirelli. Elle est pilotée par le Brésilien Chico Serra.

## Résultats en championnat du monde de Formule 1
| Saison | Écurie                | Moteur               | Pneus   | Pilotes     | Courses | Courses | Courses | Courses | Courses | Courses | Courses | Courses | Courses | Courses | Courses | Courses | Courses | Courses | Courses | Courses | Points inscrits | Classement |
| Saison | Écurie                | Moteur               | Pneus   | Pilotes     | 1       | 2       | 3       | 4       | 5       | 6       | 7       | 8       | 9       | 10      | 11      | 12      | 13      | 14      | 15      | 16      | Points inscrits | Classement |
| ------ | --------------------- | -------------------- | ------- | ----------- | ------- | ------- | ------- | ------- | ------- | ------- | ------- | ------- | ------- | ------- | ------- | ------- | ------- | ------- | ------- | ------- | --------------- | ---------- |
| 1982   | Fittipaldi Automotive | Ford Cosworth DFV V8 | Pirelli |             | AFS     | BRÉ     | EUO     | SMR     | BEL     | MON     | EUE     | CAN     | P-B     | GBR     | FRA     | ALL     | AUT     | SUI     | ITA     | LVE     | 1*              | 14e        |
| 1982   | Fittipaldi Automotive | Ford Cosworth DFV V8 | Pirelli | Chico Serra |         |         |         |         |         |         |         |         |         |         |         | 11e     | 7e      | Nq      | 11e     | Nq      | 1*              | 14e        |

Légende : ici
* 1 point marqué en 1982 avec la Fittipaldi F8D.